# Nekrolog 1400
Nekrolog
◄◄
| ◄
| 1396
| 1397
| 1398
| 1399
| 1400 | 1401 | 1402 | 1403 | 1404 | ► | ►►
Weitere Ereignisse | Allgemeiner Nekrolog 1400
Die Beschreibung der verstorbenen Person sollte so kurz wie möglich gehalten sein und nur deren signifikante Tätigkeit(en) enthalten.
Neue Namen ggf. auch unter dem Geburts- und Sterbedatum, also etwa unter 1. Januar und im Geburts- und Sterbejahr (2024) eintragen (nur bei entsprechender großer Wichtigkeit). Für Beispiele siehe die schon vorhandenen Artikel.
Außerdem über die fünf zuletzt Verstorbenen, zu denen es einen ausreichend guten Artikel für eine Präsentation auf der Hauptseite gibt, nach der todesbedingten Überarbeitung der Artikel ggf. auch unter Wikipedia Diskussion:Hauptseite informieren und sie am besten auch in den anderen Wikipedia-Sprachversionen eintragen. Tipp: Regelmäßig bei news.google.de nach „ist tot“, „gestorben“ oder „verstorben“ suchen.
Wenn eine Person gestorben ist, gibt es viele Seiten zu dieser Person in der Wikipedia, die davon auch betroffen sind und entsprechend aktualisiert werden müssen. Beispiele: Namenübersichtsseite, Geburtsjahr, Geburtsort-Seiten und viele mehr.
Wie finde ich die betroffenen Seiten?
Im Suchfeld auf der linken Seite gibt man den Suchbegriff so ein: „Vorname Nachname“. Dann klickt man auf Volltext und alle Seiten mit entsprechendem Suchtext werden aufgerufen. Hier sieht man dann schnell, wo auch das Todesjahr Sinn macht oder sogar ein Teil des Artikels angepasst werden muss. Auch hilft das „Werkzeug“ auf der linken Seite sehr gut, um solche Seiten aufzufinden: „Links auf diese Seite“. Somit ist die Wikipedia wieder aktuell in allen Bereichen! Hinweis: bei Eintragung der Kategorie „Gestorben JAHR“ wird der Missbrauchsfilter 49 ausgelöst, was jedoch nicht schlimm ist. Siehe: Spezial:Missbrauchsfilter/49
Dies ist eine Liste von im Jahr 1400 verstorbenen bekannten Persönlichkeiten. Die Einträge erfolgen innerhalb der einzelnen Daten alphabetisch sortiert. Tiere sind im Nekrolog für Tiere zu finden.

## Januar
| Tag        | Name                                       | Beruf, bekannt als            | Alter | Beleg |
| ---------- | ------------------------------------------ | ----------------------------- | ----- | ----- |
| 13. Januar | Thomas le Despenser, 1. Earl of Gloucester | englischer Adliger und Rebell | 26    |       |
| Januar     | John Holland, 1. Duke of Exeter            | englischer Adeliger           |       |       |

## Februar
| Tag         | Name        | Beruf, bekannt als | Alter | Beleg |
| ----------- | ----------- | ------------------ | ----- | ----- |
| 14. Februar | Richard II. | König von England  | 33    |       |

## März
| Tag      | Name                 | Beruf, bekannt als            | Alter | Beleg |
| -------- | -------------------- | ----------------------------- | ----- | ----- |
| 24. März | Florentius Radewijns | holländischer Kirchenreformer |       |       |

## April
| Tag       | Name               | Beruf, bekannt als            | Alter | Beleg |
| --------- | ------------------ | ----------------------------- | ----- | ----- |
| 20. April | Onorato I. Caetani | italienischer Adliger         |       |       |
| 28. April | Baldus de Ubaldis  | italienischer Rechtsgelehrter | 72    |       |

## Mai
| Tag    | Name   | Beruf, bekannt als                             | Alter | Beleg |
| ------ | ------ | ---------------------------------------------- | ----- | ----- |
| 6. Mai | Ludwig | Graf von Étampes und Gien, Pair von Frankreich |       |       |

## Juni
| Tag      | Name                | Beruf, bekannt als                                                                                | Alter | Beleg |
| -------- | ------------------- | ------------------------------------------------------------------------------------------------- | ----- | ----- |
| 5. Juni  | Friedrich I.        | Herzog zu Braunschweig und Lüneburg und deutscher Gegenkönig                                      |       |       |
| 17. Juni | Johann von Jenstein | Bischof von Meißen, Erzbischof von Prag, Patriarch von Alexandrien, Kanzler des Königs Wenzel IV. |       |       |

## Juli
| Tag      | Name                     | Beruf, bekannt als                        | Alter | Beleg |
| -------- | ------------------------ | ----------------------------------------- | ----- | ----- |
| 8. Juli  | Dietrich IV. von Limburg | Graf von Limburg; Herr zu Broich          |       |       |
| 11. Juli | Amaury d’Orgemont        | Berater des französischen Königs Karl VI. |       |       |

## August
| Tag        | Name                  | Beruf, bekannt als | Alter | Beleg |
| ---------- | --------------------- | ------------------ | ----- | ----- |
| 4. August  | Nikolaus von Unhoscht | Bischof von Lavant |       |       |
| 17. August | William Arundel       | englischer Höfling |       |       |

## Oktober
| Tag         | Name             | Beruf, bekannt als                    | Alter | Beleg |
| ----------- | ---------------- | ------------------------------------- | ----- | ----- |
| 25. Oktober | Geoffrey Chaucer | englischer Schriftsteller und Dichter |       |       |

## November
| Tag          | Name                    | Beruf, bekannt als                           | Alter | Beleg |
| ------------ | ----------------------- | -------------------------------------------- | ----- | ----- |
| 9. November  | Gerhard von Schwarzburg | Bischof von Naumburg und später von Würzburg |       |       |
| 23. November | Antonio Venier          | 62. Doge von Venedig                         |       |       |
| 25. November | Jean d’Outremeuse       | belgischer Kleriker, Chronist                | 62    |       |

## Dezember
| Tag          | Name                                  | Beruf, bekannt als   | Alter | Beleg |
| ------------ | ------------------------------------- | -------------------- | ----- | ----- |
| 24. Dezember | Archibald Douglas, 3. Earl of Douglas | schottischer Adliger |       |       |

## Datum unbekannt
| Tag | Name                          | Beruf, bekannt als                                             | Alter | Beleg |
| --- | ----------------------------- | -------------------------------------------------------------- | ----- | ----- |
|     | Hans I. von Angelach-Braubach | Reichsritter aus dem Geschlecht der Herren von Angelach        |       |       |
|     | Martinus Fabri                | niederländischer Komponist des späten Mittelalters             |       |       |
|     | Peter von Thorberg            | Ritter, Vogt in Entlebuch LU und Stifter des Klosters Thorberg |       |       |
|     | Bureau de la Rivière          | Kämmerer des Königs Karl V. und Berater des Königs Karl VI.    |       |       |
|     | Franco Sacchetti              | italienischer Schriftsteller                                   |       |       |
|     | Adelheid von Sulmetingen      | deutsche Stifterin und Philanthropin                           |       |       |